# Jacques Dubois (lekarz)
Jacques Dubois, znany też jako Jacobus Sylvius (ur. w 1478, zm. 13 stycznia 1555) – francuski lekarz i anatom.

## Życiorys
Był profesorem szkoły anatomicznej w Paryżu. Badał naczynia krwionośne, odkrył m.in. zastawki żylne (ale ich funkcję opisał William Harvey). Był autorem komentarzy do dzieł Hipokratesa, Galena. Był nauczycielem Andreasa Vesaliusa.